# Cliente
Pour les articles homonymes, voir Client et Le Client.
Pour plus de détails, voir Fiche technique et Distribution.
Cliente est un film français réalisé par Josiane Balasko, sorti en salle en 2008.

## Synopsis
Judith est une habituée de la prostitution masculine et rencontre Patrick qui cache sa double vie à sa femme. Celle-ci s'en aperçoit en répondant à son téléphone et va le surprendre dans sa chambre d'hôtel avec une cliente. D'abord offusquée par le comportement de son mari, elle lui demande de continuer à « faire l'escort-boy » pour payer les traites de son salon de coiffure. Judith et Patrick vivent alors une histoire d'amour mais Patrick y renonce pour rester avec sa femme, puis un jour il devra choisir entre Judith ou sa femme.

## Fiche technique
- Réalisation : Josiane Balasko
- Scénario : Josiane Balasko et Franck Lee Joseph
- Dialogues : Josiane Balasko
- Musique : Kore
- Décors : Olivier Radot
- Photographie : Robert Alazraki
- Montage : Claudine Merlin et Marie de La Selle
- Décors : Olivier Radot
- Costumes : Fabienne Katany
- Production : Cyril Colbeau-Justin et Jean-Baptiste Dupont
- Sociétés de production : Gaumont, LGM Productions et Josy Films
- Budget : 8,4M€[1]
- Pays de production :  France
- Langue originale : français
- Format : couleur
- Genre : comédie dramatique
- Dates de sortie :
  - France : 1er octobre 2008
  - Suisse romande : 1er octobre 2008
  - Belgique : 8 octobre 2008

## Distribution
- Nathalie Baye : Judith, la cliente
- Éric Caravaca : Patrick, le gigolo / Marco, le mari de Fanny
- Isabelle Carré : Fanny, l'épouse de Marco
- Josiane Balasko : Irène, la sœur de Judith
- Catherine Hiegel : Maggy, la mère de Fanny
- Marilou Berry : Karine, la sœur de Fanny
- Félicité Wouassi : Rosalie, l'associée de Fanny
- George Aguilar : Jim ManyHorses, un Indien d'Amérique
- Sandrine Le Berre : Bérénice, la coprésentatrice du télé-achat
- David Rousseau : Alex
- Guillaume Verdier : Zoltan, un prostitué
- Jean-Christophe Folly : Toutoune
- Maria Schneider : une cliente de Patrick
- Richard Berry : Lucas, le mari de Judith
- Cécile Breccia : Élodie, sa nouvelle épouse
- Sylvie Herbert : Madame Benaïche
- Chantal Banlier : Madame Mercier, une cliente du salon
- Guillaume Nicloux : Jean-Louis
- Gérard Krawczyk : le patron du bistro
- Rudy Berry : Jonathan
- Véronique Barrault : Madame Vandamme, une cliente du salon
- Arnaud Valois : Sylvain, un escort-boy
- Marie-Philomène Nga : Madame Drame
- Mauricette Laurence : Mémée
- Guy Prévost : Victor
- Tom Jedorowicz : Jérémy, le petit garçon de Lucas et d'Élodie
- Arnaud Foeller : Jean-Marc
- Hassan Gningue : Homme retour vidéo téléachat
- Virginie Bluzat : Femme retour vidéo 2
- Patrick Nogues : Le chauffeur de maître
- Christian Clessi : L'huissier
- Joaquina Belaunde : Rosanna
- Nadja-Rebecca Warasteh : La vendeuse de la bijouterie
- Karen Dersé : La maquilleuse
- Habibur Rahman : Le vendeur de roses du Jardin du Luxembourg
- Jacques Petitpré : Le scientifique du Palais de la Découverte
- Pauline Moingeon-Vallès : Véronique

## Lieux de tournage
- Paris :
  - 1er arrondissement : place Vendôme
  - 6e arrondissement : jardin du Luxembourg
  - 8e arrondissement : Palais de la Découverte
  - 9e arrondissement : Hôtel InterContinental Paris Le Grand (à l'époque Hôtel International-Grand Hôtel de Paris)
  - 10e arrondissement : Gare de l'Est
  - 15e arrondissement : Aquaboulevard
- Levallois-Perret :
  - Café L'idéal, rue Jean Jaurès (café du premier rendez-vous entre Jeanne et Patrick) (bâtiment rasé depuis)
- Issy-Les-Moulineaux :
  - Salon de coiffure (où travaille Fanny)
- Maurepas :
  - 1 square du Val d'Anjou (où vivent Marco, sa femme et sa belle-famille)
- États-Unis
  - Les états du Colorado et de l'Utah (scènes ou Irène suit son nouveau compagnon amérindien)

## Bande originale
Sauf indication contraire, les informations mentionnées dans cette section peuvent être confirmées par le générique de fin de l'œuvre audiovisuelle présentée ici, ainsi que par la base de données cinématographiques IMDb,  présente dans la section « Liens externes ».
- Les Rois mages - Leslie (version originale - dans le film & générique de fin) et Josiane Balasko (a cappella)
- Joyeux Anniversaire - Patty Hill et Mildred J. Hill
- If You Don't Know Me by Now - Harold Melvin & the Blue Notes
- Weya Mouna - Manu Dibango

## Accueil

### Box-office
- Box-office France : environ 700 000 entrées[2]

## Autour du film
- Dernier montage de Claudine Merlin, fidèle monteuse des films de Josiane Balasko.
- Dans le film, sur le quai de la gare, on voit passer une Z 6100, rame automotrice ayant longtemps circulé en Île-de-France.